# Tratado de Lubowla

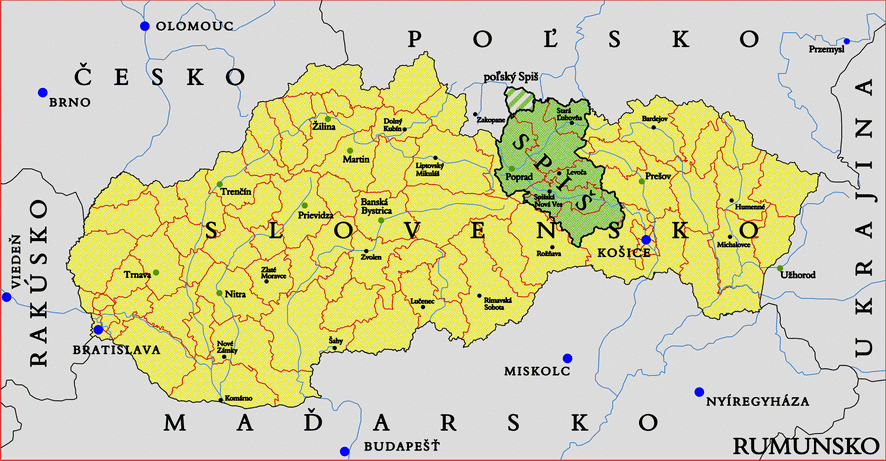
Região de Spiš na Eslováquia

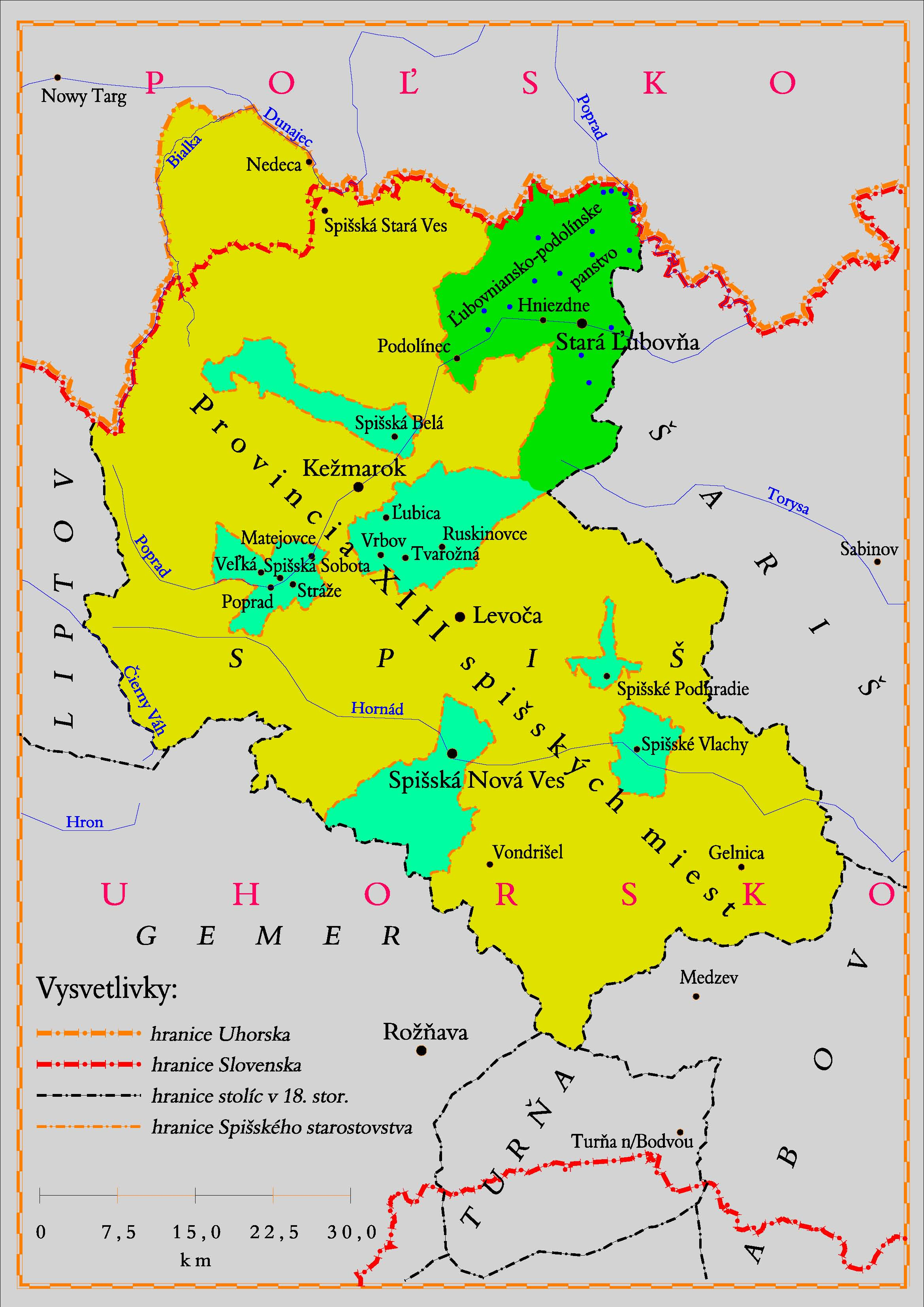
Mapa das cidades penhoradas da área de Spiš, atual Eslováquia

Tratado de Lubowla de 1412 foi um tratado entre Vladislau II da Polônia e Sigismundo de Luxemburgo, rei da Hungria. Negociado na cidade de Stara Lubovna na atual Eslováquia e confirmado mais tarde naquele ano em Buda.
O tratado foi negociado por Zawisza Czarny e Stibor de Stiboricz, um dos mais famosos cavaleiros poloneses do final da Idade Média. O Estado húngaro estava passando por uma grave crise financeira devido às guerras constantes com o Império Otomano, bem como pela pressão do lado da família dos Habsburgos. As providências do tratado incluíam a confirmação da Primeira Paz de Toruń entre a Polônia e os Cavaleiros Teutônicos. Ao mesmo tempo, a Hungria oferecia o apoio secreto ao direito polonês à província da Pomerélia (Gdansk-Pomerânia), perdida para os Teutônicos. Finalmente, em troca de um empréstimo de sessenta vezes a quantia de 37 000 grossos de Praga, que é aproximadamente 7 toneladas de prata pura, a coroa húngara penhorou 16 ricas cidades produtoras de sal da área de Spiš (Spisz), bem como o direito de incorporá-las à Polônia até o pagamento da dívida.
Depois do encontro em Stará Ľubovňa, a delegação polonesa com o rei Ladislau II prosseguiu para Košice, onde eles foram recebidos pelo rei húngaro. Então eles prosseguiram para Tokaj, Debrecen e finalmente para o túmulo de São Ladislau em Nagyvárad. De lá eles foram para Buda, onde o tratado foi oficialmente assinado na presença do rei Tordácato II, 14 duques e príncipes, 3 arcebispos, 11 bispos e embaixadores de 17 Estados, inclusive a Ordem Tártara e o Império Otomano, bem como cerca de 40 000 nobres e cavaleiros. Para comemorar o evento, um torneio foi organizado, no qual participaram cavaleiros da Polônia e da Hungria. Dentre eles estavam Zawisza Czarny, seu irmão Firlej, Dobko de Oleśnica e Powała de Taczew.
O tratado nunca foi quebrado uma vez que a dívida nunca foi paga e a área de Spiš (Spisz) permaneceu como parte da Polônia até as Partições da Polônia no final do século XVIII.